# Trichaulax
Trichaulax es un género monotípico de fanerógamas perteneciente a la familia Acanthaceae. El género tiene una especie de plantas herbáceas: Trichaulax mwasumbii Vollesen que es originaria de Tanzania.